# XMMS
X Multimedia System (XMMS) è un lettore musicale libero molto simile a Winamp, che può essere eseguito su tutti i sistemi operativi Unix-like.

## Storia
Originariamente XMMS si chiamava X11Amp e fu scritto da Peter e Mikael Alm nel novembre del 1997. Il lettore fu realizzato con lo specifico obiettivo di assomigliare a Winamp che venne pubblicato a maggio dello stesso anno. Già dalla prima release infatti XMMS supportava le skin "classic" di Winamp 2. All'origine il programma era stato pubblicato sotto una licenza che non permetteva l'accesso al codice sorgente, successivamente fu distribuito sotto la GNU General Public License.
Il 10 giugno 1999, la 4Front Technologies sponsorizzò gli sviluppatori di X11Amp e il progetto fu rinominato XMMS, nome che è l'acronimo di X MultiMedia System.

### Fork
XMMS ha continuato ad usare una versione non aggiornata delle librerie GTK+ (la versione 1) per alcuni anni dopo l'uscita della versione stabile poiché i suoi plugin (scritti da terze persone) dipendevano dalla vecchia versione delle GTK+. Partendo dal codice sorgente di XMMS sono stati sviluppati altri software poiché i programmatori lo ritenevano difficile da mantenere e di scarsa qualità grafica. I fork sono:
- Beep Media Player, che usa le GTK+ 2, iniziato nel 2003
- XMMS2, un rimodernamento grafico di XMMS iniziato da uno dei sviluppatori di quest'ultimo, Peter Alm, iniziato alla fine del 2002
- Audacious, un fork di Beep Media Player 0.9.7.1, che usa le GTK+ 2

## Caratteristiche
XMMS supporta i seguenti formati di file audio e video:
- Audio CD, incluso il CDDB tramite FreeDB
- i formati supportati da libmikmod (inclusi XM, MOD e IT)
- MPEG Layer 1,2 and 3 (conosciuti come MP3), usando le librerie di mpg123
- Vorbis
- WAV
- True Audio (TTA) (tramite un plugin di terze parti)
- WavPack (plugin di terze parti)
- speex (tramite plugin)
- FLAC (tramite plugin che si trova nelle librerie FLAC)
- AAC (che si trova nelle librerie faad2, che permette il supporto di file m4a)
- WMA (supporto limitato tramite un plugin di terze parti)
- file APE Monkey's Audio (.ape) (plugin sviluppato dal progetto mac-port)

Supporta streaming Icecast e SHOUTcast ed è compatibile con le skin di Winamp 2.